# Max Guevara
Pour les articles homonymes, voir Max et Guevara.
Max est l'héroïne de la série télévisée Dark Angel interprétée par Jessica Alba. Elle est présente dans tous les épisodes de la série et est le personnage principal des trois romans qui en sont inspirés. Max enfant est interprétée par Geneva Locke (nl).

## Biographie
Max est une « arme humaine » transgénique créée par une agence secrète gouvernementale du nom de Manticore dans l'État du Wyoming, aux États-Unis. Elle porte entre autres un peu d'ADN de chat et de requin (ce qui lui permet en théorie de ne pas avoir besoin de dormir). Elle est issue des séries X et répond au matricule (un code barre qu'elle a sur la nuque) X5-452 (332960073452 plus précisément). Parfois aux prises avec d'affreuses crises physiologiques incontrôlables, elle a besoin de tryptophane, contenu dans le lait, pour se soulager. le manque l’empêche en théorie aussi de dormir car la tryptophane est requis pour la synthèse de l’hormone du sommeil : la mélatonine, de plus les chats sont naturellement en carence d'où leurs gout prononcé pour le lait et les problèmes de santé de Max.

### Jeunesse
Elle a été conçue en laboratoire et implantée dans une mère porteuse qui, ayant finalement décidé de la garder, fut internée dans un asile. Max fut élevée et entrainée comme un soldat par le Colonel Donald Lydecker (qui lui a transmis les gènes d'une femme qu'il avait aimé afin qu'elle lui ressemble) au sein d'une unité de X-5, composée notamment de Zack (le leader), son « frère » protecteur, Tinga, Brin, Ben. Leur jeunesse fut rude : cours sur la guerre, entraînements au combat, lavages de cerveau, missions de survie, endoctrinement... En 2009, Max et onze autres enfants soldats de son unité mettent au point un plan afin de s'évader de ce camp expérimental. Pour augmenter leurs chances, Zack décide que l'unité doit se séparer et Max se retrouve seule. Elle est sauvée par une infirmière de Manticore nommée Hannah qui la cachera juste après l'évasion. Puis Max est envoyée dans une famille adoptive pour vivre une vie normale. Elle y avait une sœur adoptive et un père adoptif alcoolique. Elle finit par fuir cet homme violent et entre dans un clan de voleurs avec Tippett et Fresca. Leur chef, Moody, fut son mentor (autant mentalement que techniquement) et ami. Pour des raisons obscures, ils auraient été tués et Max mentionne, dans les premier et troisième romans parus après la fin de la série, avoir vengé leur mort. Ensuite, elle se réfugie à Seattle qui est, deux ans plus tard, ravagée par une puissante explosion électro-magnétique (l'Impulsion) qui  détruit tous les systèmes électriques, informatiques et satellites et qui va faire des États-Unis un pays du tiers-monde.

### Saison 1
En 2019, Max a 19 ans et tente de se faire une place dans ce monde apocalyptique post-impulsion. Le jour, elle travaille (sans grande assiduité) comme coursière chez Jam Pony en vélo, et la nuit elle fait des cambriolages au volant de sa moto noire une Kawasaki ZZR-250, afin de trouver assez d'argent pour payer un détective privé qui l'aide à retrouver ses « frères » et « sœurs » évadés. C'est lors d'un cambriolage qu'elle rencontre Logan Cale, le Veilleur, qui l'incite à travailler avec lui pour faire régner l'ordre par sa force, sa vitesse et son habileté incroyable au combat, en échange d'une aide réciproque pour retrouver les siens. 
Peu à peu, et malgré son caractère de rebelle, Max tombe amoureuse de Logan et développe un plus grand sens de la justice, bien qu'elle soit poursuivie constamment par Lydecker, qui cherche à la ramener à Manticore. Elle refuse d'ailleurs les conseils de Zack qui, après l'avoir retrouvée, l'incite à fuir Seattle pour ne pas se faire reprendre. Elle participe finalement à une mission visant à détruire la base de Manticore, durant laquelle elle est touchée par une balle en plein cœur et est faite prisonnière. La voyant au seuil de la mort, Zack choisit de se suicider et se tire une balle dans la tête (on apprendra plus tard qu'il n'est pas vraiment mort) pour qu'on lui greffe son cœur.

### Saison 2
Reprise par Manticore après l'échec de la mission de destruction, Max subit l'habituel et impitoyable réendoctrinement manticorien destiné au soldat récalcitrant face à la discipline. Elle reste alors trois mois à Manticore, pendant que Logan désespére, convaincu de sa mort. Elle est placée avec un autre X-5 supposé lui servir de mâle reproducteur, qu'elle nomme Alec et rencontre en préparant sa nouvelle évasion un homme-chien nommé Joshua. Avant de partir, Madame Renfro, directrice de Manticore, l'interroge sur l'identité du Veilleur et lui administre, sans qu'elle le sache, un retro-virus efficace seulement contre lui (visant son ADN). Aidée par Alec, qui participe au piège, et par Joshua qui l'ignore, elle fuit et va directement retrouver Logan, passant près de le tuer. Désespérée, elle diffuse le flash que Logan avait enregistré révélant au monde l'existence de Manticore et des transgéniques et retourne à Manticore pour voler le remède contre le virus. Mais Manticore est déjà en flamme, comme le veut la procédure de destruction totale en cas de divulgation des coordonnées de la base secrète et les bâtiments brûlent avec tous leurs locataires enfermés à l'intérieur. Max récupère l'antidote et libère tous les transgéniques. 
Désormais poursuivie par Ames White, agent de la NSA qui a pour mission de les éliminer tous, les transgéniques doivent faire profil bas d'autant plus que White est un ennemi de taille. Il est en effet membre d'une secte prônant le culte de la reproduction par la sélection artificielle eugéniste existant depuis des millénaires et ayant conduit les membres à développer des capacités dignes des plus beaux spécimen transgéniques. Max doit protéger ses semblables au péril de sa vie tout en essayant de neutraliser le virus, en stoppant les transgéniques dangereux et en protégeant de plus près Joshua, qui est, pour elle, son grand frère. Pour ces missions, elle reçoit l'aide précieuse d'Alec, qui malgré ses facéties et son comportement faussement irresponsable, est resté fidèle aux siens. Lydecker lui apprend par la suite qu'elle possède un ADN unique ayant comme particularité de n'avoir aucune donnée inutile. 
D'étranges symboles l'annonçant comme l'héroïne d'une prophétie apparaissent progressivement sur son corps, ce qui va conduire les familiers à vouloir la tuer à tout prix, et en particulier Ames White. Ce n'est pas le seul danger, peu à peu, l'existence de mutants commence à se faire savoir et elle doit les protéger de la peur et de la haine grandissantes qu'éprouvent les ordinaires (non génétiquement modifiés) contre les transgéniques qu'ils voient comme des monstres dangereux qu'il faut éliminer. Cette situation va conduire au siège de Jam Pony, où travaillent de nombreux transgéniques, qui vont devoir prendre en otage les autres coursiers (pour certains avec leur accord d'ailleurs) afin d'échapper à la police, révélant ainsi au monde leur identité jusqu'alors non soupçonnée pour beaucoup (Alec, CeCe...). Max vient à leur secours et ils réussissent, à la suite d'un dur combat contre Ames White et les forces de la secte des familiers, à se sauver. Aidé de Logan, Sketchy et Original Cindy ils vont fuir vers Terminal City où des centaines d'êtres transgéniques s'y étant réfugiés, les défendent contre la police. Les forces de l'ordre battent en retraite et Max réussi à convaincre les siens de rester, malgré la réticence de Mole, pour fonder leur propre cité où ils seraient libres. Finalement, elle deviendra la mairesse de Terminal City.

### 3eroman: Après les ténèbres
Dans le troisième roman, en décembre 2021, Max est toujours à la tête de Terminal City. Depuis un certain temps, les humains ordinaires commencent à accepter les êtres transgéniques. Principalement depuis environ juin 2021, lorsque Max avait capturé Kelpy, un homme-caméléon, tueur en série qui avait pris la forme de Logan pour attirer Max, alors qu'il avait suffi qu'elle y touche pour que ce dernier (qui avait aussi copié l'ADN de Logan) meure dans d'atroces souffrances.
À la suite d'un malencontreux accident, elle réalisera que Kelpy avait aussi, à la suite d'un dérèglement, volé le virus de Max et qu'elle n'est plus un danger pour Logan. Peu après, Logan sera capturé par Ames White qui le tiendra en otage pour qu'elle lui ramène son fils Ray que Logan avait fait cacher de son père et des Familiers. Piégée par un autre Familier du nom de Franklin Bostock, elle apprendra la raison pour laquelle les Familiers tenaient à sa mort. Elle découvrira, grâce à Sandeman, l'instigateur de Manticore, qu'elle est la seule personne au monde à être totalement immunisée contre une toxine (mortelle pour les êtres normaux mais risquant d'avoir des effets secondaires chez les êtres transgéniques et les Familiers) contenue dans l'Étoile de David, passant tous les 2021 ans à Noël (mais n'ayant pas contaminé la Terre depuis les dinosaures) et prévue pour le lendemain. Elle apprendra qu'un vaccin fait à partir de son sang serait le seul remède contre ce poison qui mettrait tout de même un certain temps à faire effet. Les Familiers, souhaitant être les seuls à vivre dans ce nouveau monde, veulent donc la tuer pour l'en empêcher. Finalement, Max réussira à sauver Logan (elle-même sauvée par Joshua qui tuera Ames White) et à détruire la base des Familiers. Quant à la comète, elle passera mais ne relâchera pas les toxines.

## Anecdotes
- Max tire son nom de famille « Guevara » du révolutionnaire Che Guevara.
- Max Guevara conduit une moto noire Kawasaki ZZR-250
- Max a un clone du nom de Sam aussi interprétée par Jessica Alba (Saison 2 - Episode 19 : Le Clone)